# 萊瓦德內 (莫洛昌斯克市鎮)
47°10′33″N 35°34′25″E / 47.17583°N 35.57361°E
萊瓦德內（烏克蘭語：Левадне）是位於烏克蘭東南部的村莊，由扎波羅熱州波洛希區的莫洛昌斯克市鎮負責管轄。該村始建於1945年，面積0.89平方公里，海拔高度27米，2001年人口232，人口密度每平方公里260.7人。